# ازدواج همجنس در کنتیکت

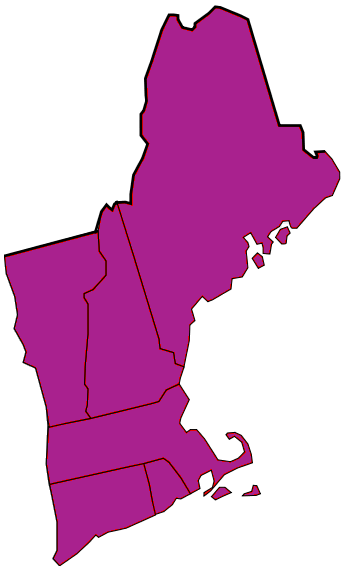
مرتبط

ازدواج همجنس‌ها در ایالت کنتیکت از ۱۰ اکتبر ۲۰۰۸ و با تصویب دیوان عالی کنتیکت قانونی
و اولین ازدواج یک زوج همجنس‌گرا در تاریخ ۱۲ نوامبر ۲۰۰۸ ثبت شد.
ایالت کنتیکت پس از ماساچوست و کالیفرنیا سومین ایالت آمریکا بود که ازدواج همجنس‌ها را قانونی اعلام کرد.

## پیش‌زمینه

### اتحاد مدنی
ایالت کنتیکت در سال ۲۰۰۵ قانون اتحاد مدنی را تصویب کرد. قانونی که حقوق و مسئولیت‌های مشابه ازدواج را تحت قانون ایالت برای زوج‌های همجنس، فراهم می‌کرد. اتحاد مدنی در ۲۰ آوریل ۲۰۰۵ توسط سنا با ۲۶ رأی موافق و ۸ رأی مخالف تأیید و از ۱ اکتبر همان سال اجرا شد.

### ازدواج
تصمیم بر فراهم کردن اتحاد مدنی به‌جای ازدواج دو همجنس، بحث‌برانگیز بود و به مدت چهار سال در دادگاه‌های ایالت مورد چالش قرار گرفت. از آنجایی که ممکن نبودن ازدواج زوج‌های همجنس، تبعیض‌آمیز و برخلاف قانون اساسی بود، دیوان عالی کنتیکت در تاریخ ۱۰ اکتبر ۲۰۰۸ ازدواج همجنس‌ها را قانونی اعلام کرد.